# Àlgebra de Lie
En matemàtiques, una àlgebra de Lie és una estructura algebraica l'ús principal de la qual és estudiar objectes geomètrics com els grups de Lie i varietats diferenciables. Les àlgebres de Lie es presentaven per estudiar el concepte de transformacions infinitesimals. El terme "àlgebra de Lie" (en honor de Sophus Lie) fou introduït per Hermann Weyl durant els anys 1930. En texts més antics es feia servir el nom "grup infinitesimal".

## Definició i primeres propietats
Una Àlgebra de Lie és un espai vectorial {\displaystyle \,{\mathfrak {g}}} sobre algun cos F juntament amb una operació binària [·, ·]
{\displaystyle [\cdot ,\cdot ]:{\mathfrak {g}}\times {\mathfrak {g}}\to {\mathfrak {g}}}
anomenada el parèntesi de Lie, que satisfà els axiomes següents:
- Bilinealitat:

{\displaystyle [ax+by,z]=a[x,z]+b[y,z],\quad [z,ax+by]=a[z,x]+b[z,y]}
per a tots els escalars a, b de F i tots els elements x, y, z de {\displaystyle {\mathfrak {g}}}.
- Alternant en {\displaystyle \,{\mathfrak {g}}}:

{\displaystyle [x,x]=0\ }
per a tot x de {\displaystyle {\mathfrak {g}}}. Això implica anticommutativitat, (de fet les condicions són equivalents per a qualsevol Àlgebra de Lie sobre qualsevol cos de característica diferent de 2):
{\displaystyle [x,y]=-[y,x]\,}
per a tots els elements x, y de {\displaystyle {\mathfrak {g}}}.
- La identitat de Jacobi:

{\displaystyle [x,[y,z]]+[y,[z,x]]+[z,[x,y]]=0\quad }
per a tot x, y, z de {\displaystyle {\mathfrak {g}}}.
Per a qualsevol àlgebra associativa A amb la multiplicació {\displaystyle *}, es pot construir una Àlgebra de Lie L (A). Com a espai vectorial L (A) és el mateix que A. El parèntesi de Lie de dos elements de L(A) es defineix com el seu commutador en A :
{\displaystyle [a,b]=a*b-b*a.\ }
L'associativitat de la multiplicació * en A implica la identitat de Jacobi del commutador en L (A). En particular, l'àlgebra associativa de n  × n matrius sobre un cos F dona lloc a l'Àlgebra de Lie lineal general {\displaystyle {\mathfrak {gl}}_{n}(F).} L'àlgebra associativa A s'anomena una àlgebra envolvent de l'àlgebra de Lie L (A). Se sap que totes les àlgebres de Lie es poden submergir en una que sorgeix d'una àlgebra associativa d'aquesta manera.

### Homomorfismes, subàlgebres, i ideals
El parèntesi de Lie no és una operació associativa en general, això vol dir que {\displaystyle [[x,y],z]} no cal que sigui igual a {\displaystyle [x,[y,z]]}. No obstant això, molta de la terminologia que es desenvolupava en la teoria d'anells associatius o d'àlgebres associatives s'aplica habitualment a àlgebres de Lie. Un subespai {\displaystyle {\mathfrak {h}}\subseteq {\mathfrak {g}}} que és tancat respecte de l'operació del parèntesi de Lie s'anomena una subàlgebra de Lie. Si un subespai {\displaystyle I\subseteq {\mathfrak {g}}} satisfà la condició més exigent que
{\displaystyle [{\mathfrak {g}},I]\subseteq I,}
llavors I s'anomena un ideal de l'Àlgebra de Lie {\displaystyle {\mathfrak {g}}}. Una Àlgebra de Lie en la qual el commutador no és idènticament zero i que no té cap ideal propi s'anomena simple. Un homomorfisme entre dos àlgebres de Lie (sobre el mateix cos) és una aplicació lineal que és compatible amb els commutadors:
{\displaystyle f:{\mathfrak {g}}\to {\mathfrak {g'}},\quad f([x,y])=[f(x),f(y)],}
per a tots els elements x i y de {\displaystyle {\mathfrak {g}}}. Com en la teoria d'anells associatius, els ideals són precisament els nuclis dels homomorfismes, donada una àlgebra de Lie {\displaystyle {\mathfrak {g}}} i un ideal I en ella, es construeix l'àlgebra de factor {\displaystyle {\mathfrak {g}}/I}, i es compleix el primer teorema d'isomorfisme per a àlgebres de Lie. Donades dues àlgebres de Lie {\displaystyle {\mathfrak {g}}} i {\displaystyle {\mathfrak {g'}}}, la seva suma directa és l'espai vectorial
{\displaystyle {\mathfrak {g}}\oplus {\mathfrak {g'}}} consistent en els parells {\displaystyle {\mathfrak {}}(x,x'),\,x\in {\mathfrak {g}},x'\in {\mathfrak {g'}}}, amb l'operació
{\displaystyle [(x,x'),(y,y')]=([x,y],[x',y']),\quad x,y\in {\mathfrak {g}},\,x',y'\in {\mathfrak {g'}}.}

## Exemples
- Qualsevol espai vectorial V dotat amb el parèntesi de Lie idènticament nul es converteix en una àlgebra de Lie. Tals àlgebres de Lie s'anomenen abelianes. Qualsevol Àlgebra de Lie unidimensional sobre un cos és abeliana, per l'antisimetria del parèntesi de Lie.

- L'Espai euclidià tridimensional R3 amb el parèntesi de Lie donat pel producte vectorial de vectors esdevé una Àlgebra de Lie tridimensional.

- L'àlgebra de Heisenberg és una Àlgebra de Lie tridimensional amb generadors (vegeu també la definició a grup generador):

{\displaystyle x=\left({\begin{array}{ccc}0&1&0\\0&0&0\\0&0&0\end{array}}\right),\quad y=\left({\begin{array}{ccc}0&0&0\\0&0&1\\0&0&0\end{array}}\right),\quad z=\left({\begin{array}{ccc}0&0&1\\0&0&0\\0&0&0\end{array}}\right),\quad }
les relacions de commutació de la qual són
{\displaystyle [x,y]=z,\quad [x,z]=0,\quad [y,z]=0.\,}
S'exhibeix explícitament com l'espai de les matrius 3×3 estrictament triangulars superiors 3×3.
- El subespai de l'Àlgebra de Lie lineal general {\displaystyle {\mathfrak {gl}}_{n}(F)} que consta de les matrius de traça zero és una subàlgebra,[4] l'àlgebra de Lie lineal especial, notada {\displaystyle {\mathfrak {sl}}_{n}(F).}

- Qualsevol grup de Lie G defineix una Àlgebra de Lie real associada {\displaystyle {\mathfrak {g}}={\mbox{Lie}}(G).} La definició en general és una mica tècnica, però en el cas de grup de matrius reals, es pot formular mitjançant la funció exponencial, o l'exponent de la matriu. L'Àlgebra de Lie {\displaystyle {\mathfrak {g}}} consta d'aquelles matrius X per a les que

{\displaystyle \exp(tX)\in G\,}
per a tots els nombres reals t. El parèntesi de Lie de {\displaystyle {\mathfrak {g}}} ve donat pel commutador de matrius. Com a exemple concret, es considera el grup lineal especial SL(n,R), que consta de totes les matrius n  × n amb coeficients reals i de determinant 1. Això és un Grup de Lie de matrius, i el seu Àlgebra de Lie consisteix en totes les matrius n  × n amb coeficients reals i traça 0.
- L'espai vectorial real de totes les matrius antihermitianes n  × n és tancat respecte del commutador i formes una àlgebra de Lie real notada {\displaystyle {\mathfrak {u}}(n)}. Aquesta és l'àlgebra de Lie del grup unitari U (n).

- Una classe important d'àlgebres de Lie reals de dimensió infinita sorgeix en topologia diferencial. L'espai de camps vectorials diferenciables en una varietat diferenciable M formen una àlgebra de Lie, on el parèntesi de Lie es defineix per ser el commutador de camps vectorials. Una manera d'expressar el parèntesi de Lie és a través del formalisme de derivades de Lie, que identifica un camp vectorial X amb un operador diferencial parcial de primer ordre L X actuant sobre funcions diferenciables fent L X (f) la derivada direccional de la funció f en la direcció de X. El parèntesi de Lie [X,Y ] de dos camps vectorials és el camp vectorial definit a través de la seva acció sobre funcions per la fórmula:

{\displaystyle L_{[X,Y]}f=L_{X}(L_{Y}f)-L_{Y}(L_{X}f).\,}
Aquest Àlgebra de Lie està relaciona amb el pseudogrup de difeomorfismes de M.
- Les relacions de commutació entre els components x, y, i z de l'operador de moment angular en mecànica quàntica forma una representació d'una àlgebra de Lie tridimensional complexa, que és la complexificació de l'àlgebra de Lie so(3) del grup de rotació tridimensional:

{\displaystyle [L_{x},L_{y}]=i\hbar L_{z}}
{\displaystyle [L_{y},L_{z}]=i\hbar L_{x}}
{\displaystyle [L_{z},L_{x}]=i\hbar L_{y}}
- L'àlgebra de Kac-moody és un exemple d'una àlgebra de Lie de dimensió infinita.

## Teoria d'Estructures i classificació
Cada Àlgebra de Lie real o complexa de dimensió finita té una representació fidel per matrius (teorema d'Ado). Els teoremes fonamentals de Lie descriuen una relació entre grups de lie i àlgebres de Lie. En particular, qualsevol Grup de Lie dona lloc a una àlgebra de Lie determinada de forma canònica, concretament l'espai tangent a la identitat, i recíprocament, per a qualsevol àlgebra de Lie hi ha un grup de Lie connex corresponent (tercer teorema de Lie). Aquest Grup de Lie no està determinat de manera única, tanmateix, dos grups de Lie connexos qualssevol amb la mateixa àlgebra de Lie són localment isomorfs, i en particular, tenen el mateix revestiment universal. Per exemple, el grup ortogonal especial So(3) i el grup unitari especial SU(2) donen lloc a la mateixa àlgebra de Lie, que és isomorfa a R3 amb el producte vectorial, i SU(2) és un revestiment doble simplement connex de So(3). Les àlgebres de Lie reals i complexos es poden classificar fins a cert punt, i això és sovint un pas important cap a la classificació dels grups de Lie.

### Abelià, nilpotent, i solucionable
De forma anàloga als grups abelians, els grups nilpotents i els grups solucionables, que es defineixen en termes dels subgrups derivats, es poden definir àlgebres de Lie abelianes, nilpotents, i solucionables.
Una àlgebra de Lie {\displaystyle {\mathfrak {g}}} és abeliana si el parèntesi de Lie desapareix, és a dir [x,y] = 0, per a tot x i y en {\displaystyle {\mathfrak {g}}}. Els àlgebres de Lie abelianes corresponen a Grups de Lie connexos commutatius (o abeliàns) com ara els espais vectorials {\displaystyle K^{n}} i són tots de la forma {\displaystyle {\mathfrak {k}}^{n},} el que signifia un espai vectorial n-dimensional amb el parèntesi de Lie trivial.
Una classe més general d'àlgebres de Lie ve definida per l'anul·lació de tots els commutadors de llargada donada. Una Àlgebra de Lie {\displaystyle {\mathfrak {g}}} és nilpotent si la sèrie central
{\displaystyle {\mathfrak {g}}>[{\mathfrak {g}},{\mathfrak {g}}]>[[{\mathfrak {g}},{\mathfrak {g}}],{\mathfrak {g}}]>[[[{\mathfrak {g}},{\mathfrak {g}}],{\mathfrak {g}}],{\mathfrak {g}}]>\cdots }
acaba sent zero. Pel teorema d'Engel, una àlgebra de Lie és nilpotent si i només si per cada u de {\displaystyle {\mathfrak {g}}} l'endomorfisme adjunt
{\displaystyle \operatorname {ad} (u):{\mathfrak {g}}\to {\mathfrak {g}},\quad \operatorname {ad} (u)v=[u,v]}
és nilpotent.
Més generalment encara, una àlgebra de Lie {\displaystyle {\mathfrak {g}}} es diu que és solucionable si la sèrie derivada:
{\displaystyle {\mathfrak {g}}>[{\mathfrak {g}},{\mathfrak {g}}]>[[{\mathfrak {g}},{\mathfrak {g}}],[{\mathfrak {g}},{\mathfrak {g}}]]>[[[{\mathfrak {g}},{\mathfrak {g}}],[{\mathfrak {g}},{\mathfrak {g}}]],[[{\mathfrak {g}},{\mathfrak {g}}],[{\mathfrak {g}},{\mathfrak {g}}]]]>\cdots }
acaba sent en zero.
Cada Àlgebra de Lie de dimensió finita té un ideal solucionable màxim únic, anomenat el seu radical. Sota la correspondència de Lie, nilpotent (respectivament, solucionable) els grups de Lie connexos corresponen a àlgebres de Lie nilpotents (respectivament, solucionables).

### Simple i semisimple
Una Àlgebra de Lie és "simple" si no té cap ideal no trivial i no és abeliana.
Una Àlgebra de Lie {\displaystyle {\mathfrak {g}}} s'anomena semisimple si el seu radical és zero. De forma equivalent, {\displaystyle {\mathfrak {g}}} és semisimple si no conté cap ideal abelià diferent de zero. En particular, una Àlgebra de Lie simple és semisimple. Recíprocament, es pot demostrar que qualsevol àlgebra de Lie semisimple és la suma directa dels seus ideals mínims, que són àlgebres de Lie simples determinades canònicament.
El concepte de semisimplicitat per a àlgebres de Lie està íntimament relacionat amb la reductibilitat completa de les seves representacions. Quan el camp de cos base F té característica zero, semisimplicitat d'una àlgebra de Lie {\displaystyle {\mathfrak {g}}} sobre F és equivalent a la reductibilitat completa de totes les representacions de dimensió finita de {\displaystyle {\mathfrak {g}}.} Una primera demostració d'aquesta afirmació s'obté mitjançant la connexió amb grups compactes (el truc unitari de Weyl), però posteriorment s'han trobat demostracions totalment algebraiques.

### Classificació
De moltes maneres, les classes d'àlgebres de Lie semisimples i solucionables són als extrems oposats de l'espectre d'àlgebres de Lie. La Descomposició de levi expressa una àlgebra de Lie arbitrària com a suma semidirecta dels seus radicals solucionables i una àlgebra de Lie semisimple, gairebé d'una manera canònica. Les àlgebres de Lie semisimples sobre un cos algebraicament tancat s'han classificat completament a través dels seu sistema d'arrels. La classificació d'àlgebres de Lie solucionables és un problema 'salvatge', i en general no es pot completar.
El criteri de Cartan dona condicions perquè una àlgebra de Lie sigui nilpotent, solucionable, o semisimple. Es basa en la idea del tensor de Killing, una forma bilineal simètrica sobre {\displaystyle {\mathfrak {g}}} definit per la fórmula
{\displaystyle K(u,v)=\operatorname {tr} (\operatorname {ad} (u)\operatorname {ad} (v)),}
on tr denota la d'un operador lineal. Una àlgebra de Lie {\displaystyle {\mathfrak {g}}} és semisimple si i només si el tensor de Killing és no degenerat. Una Àlgebra de Lie {\displaystyle {\mathfrak {g}}} és solucionable si i només si {\displaystyle K({\mathfrak {g}},[{\mathfrak {g}},{\mathfrak {g}}])=0.}..

## Relació amb els Grups de Lie
Encara que les àlgebres de Lie s'estudien sovint per mèrit propi, històricament sorgien com a mitjà d'estudiar els grups de Lie. Donat un grup de Lie, se li pot associar una àlgebra de Lie o bé dotant l'espai de tangent a la identitat del diferencial de la funció adjunta, o considerant els camps vectorials invariables per l'esquerra com s'esmenta als exemples. Aquesta associació és l'espai tangent, el que vol dir que els homomorfismes de grups de Lie passen a homomorfismes d'àlgebres de Lie, i diverses propietats es satisffan en aquest pas: commuta amb la composició, fa correspondre subgrups de Lie, nuclis, quocients i conuclis de Grups de Lie a subàlgebres, nuclis, quocients i conuclis d'àlgebres de Lie, respectivament.
El functor que assigna a cada grup de Lie la seva àlgebra de Lie i a cada homomorfisme el seu diferencial és un functor exacte complet i fidel. Aquest functor no és invertible; grups de Lie diferents poden donar la mateixa àlgebra de Lie, per exemple SO(3) i SU(2) tenen àlgebres de Lie isomorfes. Fins i tot pitjor, algunes àlgebres de Lie no necessiten tenir cap grup de Lie associat. No obstant això, quan l'àlgebra de Lie és de dimensió finita, hi ha sempre com a mínim un grup de Lie l'àlgebra de Lie del qual és el que s'està discutint, i es pot triar un grup de Lie preferit. Qualsevol grup de Lie connex de dimensió finita té una revestiment universal. Aquest grup es pot construir com la imatge de l'àlgebra de Lie sota la funció exponencial. De forma més general, es té que l'àlgebra de Lie és homeomorfa a un veïnatge de la identitat. Però globalment, si el grup de Lie és compacte, els exponencials no seran injectius, i si el Grup de Lie no és connex, simplement connex o compacte, la funció exponencial pot no ser exhaustiva.
Si l'Àlgebra de Lie és de dimensió infinita, la qüestió és més subtil. En molts exemples, la funció exponencial no és ni tan sols localment un homeomorfisme (per exemple, en Diff( S¹), es poden trobar difeomorfismes arbitràriament a la vora de la identitat que no són en la imatge de l'exponencial). A més, algunes àlgebres de Lie de dimensió infinita no són l'àlgebra de Lie de cap grup.
La correspondència entre àlgebres de Lie i grups de Lie es fa servir d'unes quantes maneres, incloent-hi en la classificació de grups de Lie i la qüestió relacionada de la teoria de representació de grups de Lie. Totes les representacions d'una àlgebra de Lie alcen únicament a una representació del corresponent connex, simplement connex grup de Lie, i recíprocament totes les representacions de qualsevol grup de Lie provoquen una representació de l'àlgebra de Lie del grup; les representacions són en correspondència biunívoca. Per això, sabent les representacions d'una àlgebra de Lie resol la qüestió de representacions del grup. Pel que fa a la classificació, es pot demostrar que qualsevol grup de Lie connex amb una àlgebra de Lie donada és isomorf al revestiment universal mòdul un subgrup discret del centre. Per tan classificar els grups de Lie es converteix simplement en una qüestió de comptar els subgrups discrets del centre, una vegada que la classificació de les àlgebres de Lie és coneguda (resolt per Cartan et al. en el cas semisimple).

## Definició en teoria de categories
Fent servir el llenguatge de teoria de categories, un àlgebra de Lie es pot definir com a objecte A en Vec, la categoria dels espais vectorials juntament amb un morfisme [.,.]: A ⊗ A → A, on ⊗ es refereix al producte de monoidal de Vec, tal que
- {\displaystyle [\cdot ,\cdot ]\circ (\mathrm {id} +\tau _{A,A})=0}
- {\displaystyle [\cdot ,\cdot ]\circ ([\cdot ,\cdot ]\otimes \mathrm {id} )\circ (\mathrm {id} +\sigma +\sigma ^{2})=0}

on τ; (a ⊗  b) := b ⊗ a i σ; la permutació cíclica està trenant (id ⊗ τA,A ) ° (τA,A  ⊗ id). En forma diagramàtica:
 .